# Liste der pfälzischen Güterwagen
Die Liste der pfälzischen Güterwagen ist eine Zusammenstellung aller bei den Pfälzischen Eisenbahnen der Zeit zwischen 1846 und 1920 beschafften und zum Einsatz gekommenen Güterwagen inklusive der Dienst- und Privatwagen. Die für die Liste ausgewählten Daten entsprechen in etwa den in den Wagenstandsverzeichnissen angegebenen. Die Auswahl der Zeitabschnitte für die Angaben der Wagennummern resultieren aus den für die pfälzischen Bahnen relevanten Nummerierungszeiträumen
- ab 1846 bis ca. 1875, getrennte Nummernkreise der einzelnen Bahngesellschaften der Pfalzbahnen
- ab 1875 neues Nummerierungsschema, übergreifend über alle Gesellschaften

Nummern    1  bis  3000  für Wagen der Ludwigsbahn, zusätzlich die Nummern 6001 bis 10000 (außer 9100 bis 9300)
Nummern 3001  bis  5000  für Wagen der Nordbahn
Nummern 5001  bis  5999  für Wagen der Maximiliansbahn, zusätzlich die Nummern 10001 bis 10999
Wagen die aus dem rechtsrheinischen Bayern umgesetzt wurden behielten größtenteils ihre Wagennummern bei
- ab 1923 neues Nummernschema nach Übernahme durch die Deutsche Reichsbahn für die Regelspurfahrzeuge, die Schmalspurfahrzeuge behielten ihre Nummern bis zum Ende der Einsatzzeit

Mit der Übernahme durch die königl. bayerischen Staatseisenbahnen zu Beginn 1909 war im Gegensatz zu den Güterwagen keine Umnummerierung verbunden. Einzelheiten zu den Wagennummern in den jeweiligen Epochen kann man den Seiten mit den Wagendetails entnehmen.
Alle Angaben zu den Herstellern der einzelnen Wagentypen entstammen dem Verzeichnis der Pfälzischen Wagen von 1902, fortgeschrieben bis 1906, aus dem Archiv des Verkehrsmuseums Nürnberg.

## Kennzeichnung und Farben
Die Wagen der Ludwigsbahn erhielten als Eigentumskennzeichen das Kürzel PFALZ. L. B. auf den Seitenwänden, die Wagen der Maximiliansbahn PFALZ. M. B. Nach der Fusion der beiden Gesellschaften 1870 wurde die Beschriftung in PFALZ. B. geändert. Auf den Langträgern wurde dann die Kennzeichnung P. B. verwendet. Es gab dunkelbraune und aschgraue Wagen, beide hatten weiße Beschriftungen. Bierwagen waren weiß mit schwarzer Beschriftung.

## Liste der Güterwagen, Regelspur
Mit der ersten Wagenbestellung der noch im Bau befindlichen Bahn (Ludwigsbahn) bestellte Paul Camille von Denis auch 300 Transportwagen. Aus der öffentlichen Ausschreibung gingen die Firmen Maschinenbau-Gesellschaft Karlsruhe, Dingler in Zweibrücken und Flach, Albig & Krämer in Speyer als Sieger hervor.
Schon 1856 war der Bestand der Pfälzischen Ludwigsbahn auf 7 Pferde-, 260 gedeckte und offene Güterwagen sowie 820 Kohletransportwagen angewachsen. Die Pfälzische Maximiliansbahn-Gesellschaft hatte zu dieser Zeit ca. 400 Transportwagen.
Zur Zeit der Fusion der Pfälzischen Eisenbahnen (1870) besaßen diese zusammen 2978 Güterwagen aller Bauarten. Davon waren 2385 Stück mit einem Ladegewicht von 200 Zentnern (10.000 kg), 7 Stück hatten ein Ladegewicht von 160 Zentnern (8.000 kg) und 686 ein solches von 100 Zentnern (5.000 kg).

### Übersicht über die pfälzischen gedeckten Güterwagen
Die Aufstellung wurde zwar bezüglich der Typen gemäß dem Verzeichnis vom 1. Mai 1913 komplettiert, es fehlen aber noch Detailangaben.
|                              | Gattungszeichen              | Gattungszeichen              | Gattungszeichen              | Gattungszeichen              | Herstelldaten                | Herstelldaten                | Herstelldaten                | Wagennummern je Epoche                  | Wagennummern je Epoche        | Wagennummern je Epoche       | Wagennummern je Epoche       | Abmessungen                  | Abmessungen                  | Abmessungen                  |                              | |
| Blatt Nummer                 | bis 1875                     | bis 1895                     | bis 1909                     | DRG                          | Baujahre                     | Her- steller                 | Anz.                         | ab 1846                                 | ab 1875                       | ab 1909                      | DRG                          | LüP [mm]                     | Anz. Ach- sen                | Achs- stand [mm]             | Brem- sen- arten             | Bemerkungen |
| Beschaffungszeitraum ab 1846 | Beschaffungszeitraum ab 1846 | Beschaffungszeitraum ab 1846 | Beschaffungszeitraum ab 1846 | Beschaffungszeitraum ab 1846 | Beschaffungszeitraum ab 1846 | Beschaffungszeitraum ab 1846 | Beschaffungszeitraum ab 1846 | Beschaffungszeitraum ab 1846            | Beschaffungszeitraum ab 1846  | Beschaffungszeitraum ab 1846 | Beschaffungszeitraum ab 1846 | Beschaffungszeitraum ab 1846 | Beschaffungszeitraum ab 1846 | Beschaffungszeitraum ab 1846 | Beschaffungszeitraum ab 1846 | Beschaffungszeitraum ab 1846                                                                                     |
| ---------------------------- | ---------------------------- | ---------------------------- | ---------------------------- | ---------------------------- | ---------------------------- | ---------------------------- | ---------------------------- | --------------------------------------- | ----------------------------- | ---------------------------- | ---------------------------- | ---------------------------- | ---------------------------- | ---------------------------- | ---------------------------- | --- |
| (33)                         | GI                           |                              |                              |                              |                              | W.F.L.                       | 69                           | 431 433-500                             |                               |                              |                              | 5,300                        | 2                            | 2,250                        |                              | |
| (33)                         | GII                          |                              |                              |                              |                              | W.F.L.                       | 13 8 3 120                   | 405 – 417 419 – 426 428 – 430 501 – 620 |                               |                              |                              | 5,800                        | 2                            | 2,400                        |                              | Untergestell aus Holz; im Verzeichnis von 1913 nicht mehr vorhanden;                                             |
| (33)                         | GIII                         |                              |                              |                              |                              | Sch.M.                       | 175                          | 621 – 795                               |                               |                              |                              | 7,340                        | 2                            | 3,400                        |                              | |
| Beschaffungszeitraum ab 1865 |                              |                              |                              |                              |                              |                              |                              |                                         |                               |                              |                              |                              |                              |                              |                              | |
| 089                          |                              | G                            | G                            | Gw Magdeburg (bay 65)        | 1865 – 1882                  |                              | 253                          |                                         | siehe Wagen- seite            | Lu 30 001–Lu 30 255          |                              | 7,540                        | 2                            | 3,400                        |                              | eisernes Untergestell und eisernes Kastengerippe                                                                 |
| 090                          |                              | G                            | G                            | Gw Magdeburg (bay 65)        | 1868 – 1880                  |                              | 217                          |                                         | siehe Wagen- seite            | Lu 30 256–Lu 30 472          |                              | 7,540                        | 2                            | 3,400                        |                              | eisernes Untergestell und eisernes Kastengerippe                                                                 |
| 091                          |                              | G                            | G                            | Gw Magdeburg                 |                              |                              | 137                          |                                         | siehe Wagen- seite            | Lu 30 478–Lu 30 609          |                              | 7.000                        | 2                            | 3.400                        |                              | Untergestell teilweise aus Holz; eisernes Kastengerippe                                                          |
| 092                          |                              | G                            | G                            | Gw Magdeburg (bay 65)        | 1865 – 1882                  |                              | 32                           |                                         | siehe Wagen- seite            | Lu 30 610–Lu 30 641          |                              | 8.000                        | 2                            | 3.400                        | Hbr                          | eisernes Untergestell und eisernes Kastengerippe; alle Wagen erhielten in den Jahren 1898-19065 neue Wagenkästen |
| 093                          |                              | G                            | G                            | Gw Magdeburg                 | 1882-1893                    |                              | 415                          |                                         | siehe Wagen- seite            | Lu 30 642–Lu 31 056          |                              | 8.800                        | 2                            | 4.000                        | ohne                         | eisernes Untergestell und eisernes Kastengerippe                                                                 |
| 094                          |                              | G                            | G                            | Gw Magdeburg                 | 1882-1885                    |                              | 58                           |                                         | siehe Wagen- seite            | Lu 31 057–Lu 31 114          |                              | 9.000                        | 2                            | 4.000                        | Hbr                          | eisernes Untergestell und eisernes Kastengerippe; hochgesetztes Bremserhaus, einseitig zugänglich                |
| 095                          |                              | G                            | G                            | Gw Magdeburg                 |                              |                              | 92                           |                                         | siehe Wagen- seite            | Lu 31 115–Lu 31 206          |                              |                              |                              |                              |                              | |
| 097                          |                              |                              | Gm                           |                              |                              |                              | 54                           |                                         |                               | Lu 32 001–Lu 32 054          |                              |                              |                              |                              |                              | |
| 098                          |                              |                              | Gm                           |                              |                              |                              | 1748                         |                                         |                               | Lu 32 055–Lu 33 008          |                              |                              |                              |                              |                              | |
| 099                          |                              |                              | Gm                           |                              |                              |                              | 561                          |                                         |                               | 33 009 – 33 569              |                              |                              |                              |                              |                              | |
| 102                          |                              |                              | N                            |                              |                              |                              | 7                            |                                         |                               | 44 001 – 44 007              |                              |                              |                              |                              |                              | |
| 103                          |                              |                              | N                            |                              |                              |                              | 8                            |                                         |                               | 44 008 – 44 015              |                              |                              |                              |                              |                              | |
| 105                          |                              |                              | Nm                           |                              |                              |                              | 34                           |                                         |                               | 44 101 – 44 134              |                              |                              |                              |                              |                              | mit Dampfleitung und durchgehender Bremsleitung zum Einsatz in beschleunigten Personenzügen                      |
| 106                          |                              |                              | Nm                           |                              |                              |                              | 93                           |                                         |                               | 44 135 – 44 227              |                              |                              |                              |                              |                              | mit Dampfleitung und durchgehender Bremsleitung zum Einsatz in beschleunigten Personenzügen                      |
| 107                          |                              |                              | Nml                          | Gnml Dresden                 |                              |                              | 6                            |                                         |                               | 44 301 – 44 306              |                              |                              |                              |                              | Hbr + Ssbr                   | mit Bremserhaus, Dampfleitung und durchgehender Bremsleitung zum Einsatz in beschleunigten Personenzügen         |
| 108                          |                              |                              | Nml                          | Gnml Dresden                 |                              |                              | 5                            |                                         |                               | 44 307 – 44 311              |                              |                              |                              |                              | Hbr + Ssbr                   | mit Bremserhaus, Dampfleitung und durchgehender Bremsleitung zum Einsatz in beschleunigten Personenzügen         |
| 109 (bay 280)                |                              |                              | Nml                          | Gnml Dresden (bay 02)        | 1902                         | MAN                          | 5                            |                                         | 780, 796, 3 444, 5 384, 8 804 | 44 312 – 44 316              |                              | 11,600                       | 3                            | 7,300 + 3,650                | Hbr + Ssbr                   | mit Bremserhaus, Dampfleitung und durchgehender Bremsleitung zum Einsatz in beschleunigten Personenzügen         |

### Übersicht über die pfälzischen Viehwagen
Vom Gattungstyp des bedeckten (gedeckten) Viehwagens gab es bei den Pfalzbahnen nur einen.
|                              | Gattungszeichen              | Gattungszeichen              | Gattungszeichen              | Herstelldaten                | Herstelldaten                | Herstelldaten                | Wagennummern je Epoche       | Wagennummern je Epoche       | Wagennummern je Epoche       | Abmessungen                  | Abmessungen                  | Abmessungen                  | Abmessungen                  | Lademaße                     | Lademaße                     | Lademaße                      |                              |                              |
| Blatt Num.                   | bis 1895                     | bis 1909                     | DRG                          | Baujahr                      | Her- steller                 | Anz.                         | ab 1875                      | ab 1909                      | DRG                          | LüP [m]                      | Höhe über SOK [m]            | Anz. Ach- sen                | Achs- stand [m]              | Gewicht [kg]                 | Fläche [m²]                  | Vol. [m³]                     | Brem- sen- arten             | Bemerkungen                  |
| Beschaffungszeitraum ab 1846 | Beschaffungszeitraum ab 1846 | Beschaffungszeitraum ab 1846 | Beschaffungszeitraum ab 1846 | Beschaffungszeitraum ab 1846 | Beschaffungszeitraum ab 1846 | Beschaffungszeitraum ab 1846 | Beschaffungszeitraum ab 1846 | Beschaffungszeitraum ab 1846 | Beschaffungszeitraum ab 1846 | Beschaffungszeitraum ab 1846 | Beschaffungszeitraum ab 1846 | Beschaffungszeitraum ab 1846 | Beschaffungszeitraum ab 1846 | Beschaffungszeitraum ab 1846 | Beschaffungszeitraum ab 1846 | Beschaffungszeitraum ab 1846  | Beschaffungszeitraum ab 1846 | Beschaffungszeitraum ab 1846 |
| ---------------------------- | ---------------------------- | ---------------------------- | ---------------------------- | ---------------------------- | ---------------------------- | ---------------------------- | ---------------------------- | ---------------------------- | ---------------------------- | ---------------------------- | ---------------------------- | ---------------------------- | ---------------------------- | ---------------------------- | ---------------------------- | ----------------------------- | ---------------------------- | ---------------------------- |
| 111                          |                              | Ve                           | Vh Altona                    | 1879                         |                              | 8                            | 1 589–1 596                  | 48 001–48 008                |                              | 8.300                        | 3.430                        | 2                            | 4.000                        | 7.950                        | 2 × 16,5                     | 16,5oben 17,5unten            |                              |                              |
| 111                          | 4                            | Ve                           | Vh Altona                    | 1879                         | 1 597–1 600                  | 48 009–48 012                |                              | 8.750                        | 4.100                        | 2                            | 4.000                        | 8.850                        | 2 × 16,5                     | 16,5oben 17,5unten           | Hbr                          | mit hochgesetztem Bremserhaus |                              |                              |

### Übersicht über die pfälzischen Kalkwagen
Vom Gattungstyp des Kalkwagens gab es bei den Pfalzbahnen nur zwei.
|                              | Gattungszeichen              | Gattungszeichen              | Gattungszeichen              | Herstelldaten                | Herstelldaten                | Herstelldaten                | Wagennummern je Epoche                     | Wagennummern je Epoche       | Wagennummern je Epoche       | Abmessungen                  | Abmessungen                  | Abmessungen                  | Abmessungen                  | Lademaße                     | Lademaße                     | Lademaße                     |                              |                              |
| Blatt-Nr.                    | bis 1895                     | bis 1909                     | DRG                          | Bau- jahre                   | Her- steller                 | Anz.                         | ab 1875                                    | ab 1909                      | DRG                          | LüP [mm]                     | Höhe über SOK [mm]           | Anz. Ach- sen                | Achs- stand [mm]             | Gewicht [kg]                 | Fläche [m²]                  | Vol. [m³]                    | Brem- sen- arten             | Bemerkungen                  |
| Beschaffungszeitraum ab 1846 | Beschaffungszeitraum ab 1846 | Beschaffungszeitraum ab 1846 | Beschaffungszeitraum ab 1846 | Beschaffungszeitraum ab 1846 | Beschaffungszeitraum ab 1846 | Beschaffungszeitraum ab 1846 | Beschaffungszeitraum ab 1846               | Beschaffungszeitraum ab 1846 | Beschaffungszeitraum ab 1846 | Beschaffungszeitraum ab 1846 | Beschaffungszeitraum ab 1846 | Beschaffungszeitraum ab 1846 | Beschaffungszeitraum ab 1846 | Beschaffungszeitraum ab 1846 | Beschaffungszeitraum ab 1846 | Beschaffungszeitraum ab 1846 | Beschaffungszeitraum ab 1846 | Beschaffungszeitraum ab 1846 |
| ---------------------------- | ---------------------------- | ---------------------------- | ---------------------------- | ---------------------------- | ---------------------------- | ---------------------------- | ------------------------------------------ | ---------------------------- | ---------------------------- | ---------------------------- | ---------------------------- | ---------------------------- | ---------------------------- | ---------------------------- | ---------------------------- | ---------------------------- | ---------------------------- | ---------------------------- |
| 113                          |                              | K                            | K Elberfeld                  | 1857-1861                    |                              | 14                           | 2 353, 2 354, 2 356 – 2 359, 2 523, 2 588, | 49 001 – 49 014              |                              | 6.000                        | 3.850                        | 2                            | 2.600                        | 5,780                        | 11,4                         | 14,2                         |                              |                              |
| 115I                         |                              | Km                           | K Elberfeld                  | 1899-1907                    |                              | 20                           | siehe Wagendetails                         | 49 101 – 49 120              |                              | 7.300                        | 3.010                        | 2                            | 3.300                        | 9,0                          | 15,3                         | 22,0                         | Hbr                          |                              |
| 115II                        |                              | Km                           | K Elberfeld                  | 1899-1907                    |                              | 33                           | siehe Wagendetails                         | 49 121 – 49 153              |                              | 6.600                        | 3.010                        | 2                            | 3.000                        | 7,7                          | 15,3                         | 22,0                         | ohne                         |                              |

### Übersicht über die pfälzischen offenen Güterwagen
Die Aufstellung wurde zwar bezüglich der Typen gemäß dem Verzeichnis vom 1. Mai 1913 komplettiert, es fehlen aber noch Detailangaben.
|                              | Gattungszeichen              | Gattungszeichen              | Gattungszeichen              | Herstelldaten                | Herstelldaten                | Herstelldaten                | Wagennummern je Epoche        | Wagennummern je Epoche       | Wagennummern je Epoche       | Abmessungen                  | Abmessungen                  | Abmessungen                  | Abmessungen                  | Lademaße                     | Lademaße                     | Lademaße                     |                              |                                                                                        |
| Blatt-Nr.                    | bis 1895                     | bis 1909                     | DRG                          | Bau- jahre                   | Her- steller                 | Anz.                         | ab 1875                       | ab 1909                      | DRG                          | LüP [mm]                     | Höhe über SOK [mm]           | Anz. Ach- sen                | Achs- stand [mm]             | Gewicht [kg]                 | Fläche [m²]                  | Vol. [m³]                    | Brem- sen- arten             | Bemerkungen                                                                            |
| Beschaffungszeitraum ab 1846 | Beschaffungszeitraum ab 1846 | Beschaffungszeitraum ab 1846 | Beschaffungszeitraum ab 1846 | Beschaffungszeitraum ab 1846 | Beschaffungszeitraum ab 1846 | Beschaffungszeitraum ab 1846 | Beschaffungszeitraum ab 1846  | Beschaffungszeitraum ab 1846 | Beschaffungszeitraum ab 1846 | Beschaffungszeitraum ab 1846 | Beschaffungszeitraum ab 1846 | Beschaffungszeitraum ab 1846 | Beschaffungszeitraum ab 1846 | Beschaffungszeitraum ab 1846 | Beschaffungszeitraum ab 1846 | Beschaffungszeitraum ab 1846 | Beschaffungszeitraum ab 1846 | Beschaffungszeitraum ab 1846                                                           |
| ---------------------------- | ---------------------------- | ---------------------------- | ---------------------------- | ---------------------------- | ---------------------------- | ---------------------------- | ----------------------------- | ---------------------------- | ---------------------------- | ---------------------------- | ---------------------------- | ---------------------------- | ---------------------------- | ---------------------------- | ---------------------------- | ---------------------------- | ---------------------------- | -------------------------------------------------------------------------------------- |
| 117                          | O                            | O                            | O                            | 1857                         |                              | 12                           | 5811-5822                     | Lu 50 043–Lu 50 054          |                              | 6.000                        | 2.780                        | 2                            | 2.540                        | 10,0                         | 11,61                        | 9,37                         | ohne                         | die Seiten- und Stirnwände sind nicht abbordbar                                        |
| 117                          | O                            | O                            | O                            | 1857                         | 15                           | 2383-2400                    | Lu 50 023–Lu 50 040           | 6.560                        | 3.140                        | 2.600                        | Hbr                          | 2                            |                              | 10,0                         | 11,61                        | 9,37                         |                              | die Seiten- und Stirnwände sind nicht abbordbar                                        |
| 117                          | O                            | O                            | O                            | 1858                         | 19                           | 2360-2381                    | Lu 50 001–Lu 50 021           | 6.000                        | 2.780                        | 2.540                        | ohne                         | 2                            |                              | 10,0                         | 11,61                        | 9,37                         |                              | die Seiten- und Stirnwände sind nicht abbordbar                                        |
| 119                          | O                            | O                            |                              | 1857                         |                              | 10                           | 5801-5827                     | Lu 50 242–Lu 50 254          |                              | 6.100                        | 2.720                        | 2                            | 2.600                        | 10,0                         | 11,4                         | 10,9                         | ohne                         | die Seiten- und Stirnwände sind nicht abbordbar                                        |
| 119                          | O                            | O                            | 1861                         |                              | 158                          | 2401-2600                    | Lu 50 055–Lu 50 241           |                              | 6.100                        | 2.720                        | 2                            | 2.600                        | 10,0                         | 11,4                         | 10,9                         | ohne                         |                              | die Seiten- und Stirnwände sind nicht abbordbar                                        |
| 120                          | O                            | O                            | O                            | 1861                         |                              | 39                           | 2602-2650                     | Lu 50 259–Lu 50 307          |                              | 6.540                        | 3.430                        | 2                            | 2.600                        | 10,0                         | 11,3                         | 10,9                         | Hbr                          | mit Bremseinrichtungen; offenes Bremserhaus stand auf der Ladefläche                   |
| 121                          | O                            | O                            | O                            | 1858-1876                    |                              | 35                           | 2321-2352 5833-5840 7602-7637 | Lu 50 308–Lu 50 343          |                              | 6.000                        | 2.400                        | 2                            | 2.640                        | 10,0                         | 11,4                         | 10,3                         |                              | ohne Bremseinrichtungen; Wände nicht abbordbar                                         |
| 122                          | O                            | O                            | O                            | 1865-1870                    |                              | 186                          | 2791-2825 3801-3887 5842-5940 | Lu 50 344–Lu 50 529          |                              | 7.640                        | 3.847                        | 2                            | 3.400                        | 10,0                         | 15,2 / 13,7                  | 16,4 / 14,8                  | ohne / Hbr                   | ohne und mit Bremseinrichtungen; Wände nicht abbordbar; Bremserhaus auf der Ladefläche |

|                              | Gattungszeichen              | Gattungszeichen              | Gattungszeichen              | Gattungszeichen              | Herstelldaten                | Herstelldaten                | Herstelldaten                | Wagennummern je Epoche       | Wagennummern je Epoche                                        | Wagennummern je Epoche       | Wagennummern je Epoche       | Abmessungen                  | Abmessungen                  | Abmessungen                  | Abmessungen                  | Lademaße                     | Lademaße                     | Lademaße                     |                              | |
| Blatt-Nr.                    | bis 1875                     | bis 1895                     | bis 1909                     | DRG                          | Baujahr                      | Her- steller                 | Anz.                         | ab 1846                      | ab 1875                                                       | ab 1909                      | DRG                          | LüP [m]                      | Höhe über SOK [m]            | Anz. Ach- sen                | Achs- stand [m]              | Gewicht [kg]                 | Fläche [m²]                  | Vol. [m³]                    | Brem- sen- arten             | Bemerkungen |
| Beschaffungszeitraum ab 1846 | Beschaffungszeitraum ab 1846 | Beschaffungszeitraum ab 1846 | Beschaffungszeitraum ab 1846 | Beschaffungszeitraum ab 1846 | Beschaffungszeitraum ab 1846 | Beschaffungszeitraum ab 1846 | Beschaffungszeitraum ab 1846 | Beschaffungszeitraum ab 1846 | Beschaffungszeitraum ab 1846                                  | Beschaffungszeitraum ab 1846 | Beschaffungszeitraum ab 1846 | Beschaffungszeitraum ab 1846 | Beschaffungszeitraum ab 1846 | Beschaffungszeitraum ab 1846 | Beschaffungszeitraum ab 1846 | Beschaffungszeitraum ab 1846 | Beschaffungszeitraum ab 1846 | Beschaffungszeitraum ab 1846 | Beschaffungszeitraum ab 1846 | Beschaffungszeitraum ab 1846 |
| ---------------------------- | ---------------------------- | ---------------------------- | ---------------------------- | ---------------------------- | ---------------------------- | ---------------------------- | ---------------------------- | ---------------------------- | ------------------------------------------------------------- | ---------------------------- | ---------------------------- | ---------------------------- | ---------------------------- | ---------------------------- | ---------------------------- | ---------------------------- | ---------------------------- | ---------------------------- | ---------------------------- | --- |
| 124                          | O                            | O                            | O                            |                              |                              |                              | 529                          |                              |                                                               | 50 651 – 51 179              |                              |                              |                              | 2                            |                              |                              |                              |                              |                              | |
| 124                          | O                            | O                            | O                            |                              |                              |                              | 640                          |                              |                                                               | 51 180 – 51 820              |                              |                              |                              | 2                            |                              |                              |                              |                              |                              | |
| 126                          | O                            | O                            | O                            |                              |                              |                              | 345                          |                              |                                                               | 51 821 – 52 165              |                              |                              |                              | 2                            |                              |                              |                              |                              |                              | |
| 127                          | O                            | O                            | O                            |                              |                              |                              | 40                           |                              |                                                               | 52 166 – 52 205              |                              |                              |                              | 2                            |                              |                              |                              |                              |                              | |
| 129                          |                              | O                            | Oq                           | Ow Karlsruhe                 |                              |                              | 370                          |                              |                                                               | 52 211 – 52 580              |                              |                              |                              | 2                            |                              |                              |                              |                              |                              | |
| 129                          |                              | O                            | Oq                           | Ow Karlsruhe                 |                              |                              | 646                          |                              |                                                               | 52 581 – 53 226              |                              |                              |                              | 2                            |                              |                              |                              |                              |                              | |
| 130                          |                              | O                            | Oq                           | Ow Karlsruhe                 |                              |                              | 508                          |                              |                                                               | 53 227 – 53 734              |                              |                              |                              | 2                            |                              |                              |                              |                              |                              | |
| 131                          |                              | O                            | Oq                           | Ow Karlsruhe                 |                              |                              | 50                           |                              |                                                               | 53 735 – 53 784              |                              |                              |                              | 2                            |                              |                              |                              |                              |                              | |
| 132                          |                              | O                            | Omq                          | O Frankfurt                  |                              |                              | 74                           |                              |                                                               | 53 785 – 53 858              |                              |                              |                              | 2                            |                              |                              |                              |                              |                              | |
| 133                          |                              | O                            | Omq                          | O Frankfurt                  |                              |                              | 72                           |                              |                                                               | 53 859 – 53 930              |                              |                              |                              | 2                            |                              |                              |                              |                              |                              | |
| 134 bay 324                  |                              |                              | Omq                          | O Frankfurt (bay 92)         | 1905                         | MAN                          | 7                            |                              | 2 818, 6 495, 7 058, 7 745, 7 990, 8 200, 8 422               | 53 931 – 53 937              |                              | 9,300                        | 3,132                        | 2                            | 4,000                        | 15.00                        | 20,5                         | 24,6                         | Hbr                          | mit Bremserhaus |
| 135                          |                              | O                            | Omq                          | O Frankfurt                  |                              |                              | 658                          |                              |                                                               | 53 958 – 54 595              |                              | 8,700                        | 2,422                        | 2                            | 4,000                        | 15,00                        | 20,5                         | 24,6                         |                              | |
| 136 bay 324                  |                              |                              | Omq                          | O Frankfurt (bay 92)         | 1901                         | MAN                          | 338                          |                              | 2 870, 4 041 – 4 104, 7 159, 10 466 – 10 519, 11 795 – 11 825 | 54 596 – 54 933              |                              | 9,300                        | 3,132                        | 2                            | 4,000                        | 15.00                        | 20,5                         | 24,6                         | Hbr                          | mit Bremserhaus |
| 140                          |                              | O                            | Oclq                         | O Münster                    |                              |                              | 60                           |                              |                                                               | 55 007 – 55 060              |                              |                              |                              | 2                            |                              |                              |                              |                              |                              | |
| 141                          |                              | O                            | Ocmlq                        | O Münster                    |                              |                              | 50                           |                              |                                                               | 55 067 – 55 166              |                              |                              |                              | 2                            |                              |                              |                              |                              |                              | |
| 143 bay 327                  |                              |                              | Omm[u]                       | Omp Ludwigshafen (bay 06)    | 1906                         | MAN                          | 9                            |                              | 1 464, 2 251, 2 327, 2 343, 7 450, 7 491, 7 612, 7 636, 8 814 | 55 120 – 55 128              |                              | 7,800                        | 3,192                        | 2                            | 3,400                        | 20.00                        | 13,94                        | 25,4                         | Hbr                          | eiserner Kohlewagen mit Bremserhaus, da der Wagen nicht kippbar war und von Hand entleert werden musste, wurde seine Beschaffung nicht weiter verfolgt |

### Übersicht über die pfälzischen Plattformwagen
|                              | Gattungszeichen              | Gattungszeichen              | Gattungszeichen              | Herstelldaten                | Herstelldaten                | Herstelldaten                | Wagennummern je Epoche       | Wagennummern je Epoche       | Wagennummern je Epoche       | Abmessungen                  | Abmessungen                  | Abmessungen                  | Abmessungen                  | Lademaße                     | Lademaße                     | Lademaße                     |                              | |
| Blatt Num.                   | bis 1895                     | bis 1909                     | DRG                          | Baujahr                      | Her- steller                 | Anz.                         | ab 1875                      | ab 1909                      | DRG                          | LüP [m]                      | Höhe über SOK [m]            | Anz. Ach- sen                | Achs- stand [m]              | Gewicht [kg]                 | Fläche [m²]                  | Vol. [m³]                    | Brem- sen- arten             | Bemerkungen                                                                                         |
| Beschaffungszeitraum ab 1846 | Beschaffungszeitraum ab 1846 | Beschaffungszeitraum ab 1846 | Beschaffungszeitraum ab 1846 | Beschaffungszeitraum ab 1846 | Beschaffungszeitraum ab 1846 | Beschaffungszeitraum ab 1846 | Beschaffungszeitraum ab 1846 | Beschaffungszeitraum ab 1846 | Beschaffungszeitraum ab 1846 | Beschaffungszeitraum ab 1846 | Beschaffungszeitraum ab 1846 | Beschaffungszeitraum ab 1846 | Beschaffungszeitraum ab 1846 | Beschaffungszeitraum ab 1846 | Beschaffungszeitraum ab 1846 | Beschaffungszeitraum ab 1846 | Beschaffungszeitraum ab 1846 | Beschaffungszeitraum ab 1846                                                                        |
| ---------------------------- | ---------------------------- | ---------------------------- | ---------------------------- | ---------------------------- | ---------------------------- | ---------------------------- | ---------------------------- | ---------------------------- | ---------------------------- | ---------------------------- | ---------------------------- | ---------------------------- | ---------------------------- | ---------------------------- | ---------------------------- | ---------------------------- | ---------------------------- | --------------------------------------------------------------------------------------------------- |
| 146                          |                              | Sml                          | X[u] (bay 99)                | 1899/04                      |                              | 190                          | siehe Wagendetails           | Lu 78 401 – Lu 78 590        |                              | 11,100                       | 2,650                        | 2                            | 5,000                        | 10.000                       | 26,04                        | 10,42                        | Hbr                          | ungebremst und mit Freisitzbremse                                                                   |
| 147                          |                              | SS                           | SS(k) Köln                   | 1878-1883                    |                              | 20                           | siehe Wagendetails           | Lu 79 001 – Lu 79 020        |                              | 11.300                       | 1.637                        | 4                            | 6.000 + 1.860                | 22.500                       | 23,8                         | 9,5                          | ohne                         | die Drehgestelle können bei beladenen Wagen nicht ausgedreht werden                                 |
| 148                          |                              | SS                           | SS(k) Köln                   | 1888                         |                              | 2                            | 4 990, 5 965                 | Lu 79 021 Lu 79 022          |                              | 13.300                       | 3.285                        | 4                            | 8.000 + 2.000                | 14.900                       | 32,7                         |                              | Hbr                          | mit Bremserhaus preuss. Bauart; die Drehgestelle können bei beladenem Wagen nicht ausgedreht werden |
| 150                          |                              | SSl                          | SS(k) Köln                   | 1892                         |                              | 12                           | siehe Wagendetails           | Lu 79 051 – Lu 79 062        |                              | 14.100                       | 3.235                        | 4                            | 7.500 + 2.500                | 25.000                       | 35,0                         |                              | Hbr                          | mit Bremserhaus preuss. Bauart; die Drehgestelle können bei beladenem Wagen nicht ausgedreht werden |
| 151 (bay 364)\|              |                              | SSm                          | SS(k) Köln                   |                              | MAN                          | 30                           | siehe Wagendetails           | Lu 79 101 – Lu 79 130        |                              | 14,040                       | 12,750                       | 4                            | 8,260 + 1,800                | 30.000                       | 34,8                         |                              | Hbr                          | mit hochgesetztem Bremserhaus; die Drehgestelle können bei beladenem Wagen nicht ausgedreht werden  |
| 153 (bay 366)\|              |                              | SSml                         | SS(k) Köln                   | 1907                         | MAN                          | 29                           | siehe Wagendetails           | Lu 79 201 – Lu 79 229        |                              | 17,040                       | 15,740                       | 4                            | 10,000 + 1,850               | 30.000                       | 43,5                         | 78,2                         | Hbr                          | mit Bremserhaus; die Drehgestelle können bei beladenem Wagen nicht ausgedreht werden                |

## Liste der Güterwagen für besondere Zwecke

### Übersicht der Wagen besonderer Bauart
|                     | Gattungszeichen     | Gattungszeichen     | Gattungszeichen     | Herstelldaten       | Herstelldaten       | Herstelldaten       | Wagennummern je Epoche | Wagennummern je Epoche | Wagennummern je Epoche | Abmessungen         | Abmessungen         | Abmessungen         | Abmessungen         | Lademaße            | Lademaße            | Lademaße            |                     |                                         |
| Blatt-Nr.           | bis 1895            | bis 1909            | DRG                 | Bau- jahre          | Her- steller        | Anz.                | ab 1875                | ab 1909                | DRG                    | LüP [mm]            | Höhe über SOK [mm]  | Anz. Ach- sen       | Achs- stand [mm]    | Gewicht [kg]        | Fläche [m²]         | Vol. [m³]           | Brem- sen- arten    | Bemerkungen                             |
| Kohletransportwagen | Kohletransportwagen | Kohletransportwagen | Kohletransportwagen | Kohletransportwagen | Kohletransportwagen | Kohletransportwagen | Kohletransportwagen    | Kohletransportwagen    | Kohletransportwagen    | Kohletransportwagen | Kohletransportwagen | Kohletransportwagen | Kohletransportwagen | Kohletransportwagen | Kohletransportwagen | Kohletransportwagen | Kohletransportwagen | Kohletransportwagen                     |
| ------------------- | ------------------- | ------------------- | ------------------- | ------------------- | ------------------- | ------------------- | ---------------------- | ---------------------- | ---------------------- | ------------------- | ------------------- | ------------------- | ------------------- | ------------------- | ------------------- | ------------------- | ------------------- | --------------------------------------- |
| 157                 | O                   | Otmm                |                     | 1904                |                     | 3                   | 2417, 2436 5845        | Lu 51 610-Lu 51 603    |                        | 10.000              | 3.000               | 2                   | 4.400               | 20,0                |                     | 24,0                | ohne                | Dienstkohlewagen; Lenkachsen vom Typ A4 |

### Übersicht der Arbeitswagen
|                                                                               | Gattungszeichen                                                               | Gattungszeichen                                                               | Gattungszeichen                                                               | Herstelldaten                                                                 | Herstelldaten                                                                 | Herstelldaten                                                                 | Wagennummern je Epoche                                                        | Wagennummern je Epoche                                                        | Wagennummern je Epoche                                                        | Abmessungen                                                                   | Abmessungen                                                                   | Abmessungen                                                                   | Abmessungen                                                                   | Lademaße                                                                      | Lademaße                                                                      | Lademaße                                                                      |                                                                               | |
| Blatt-Nr.                                                                     | bis 1895                                                                      | bis 1909                                                                      | DRG                                                                           | Bau- jahre                                                                    | Her- steller                                                                  | Anz.                                                                          | ab 1875                                                                       | ab 1909                                                                       | DRG                                                                           | LüP [mm]                                                                      | Höhe über SOK [mm]                                                            | Anz. Ach- sen                                                                 | Achs- stand [mm]                                                              | Gewicht [kg]                                                                  | Fläche [m²]                                                                   | Vol. [m³]                                                                     | Brem- sen- arten                                                              | Bemerkungen |
| Unter der Blatt-Nr. 161 wurden Wagen verschiedener Basistypen zusammengefasst | Unter der Blatt-Nr. 161 wurden Wagen verschiedener Basistypen zusammengefasst | Unter der Blatt-Nr. 161 wurden Wagen verschiedener Basistypen zusammengefasst | Unter der Blatt-Nr. 161 wurden Wagen verschiedener Basistypen zusammengefasst | Unter der Blatt-Nr. 161 wurden Wagen verschiedener Basistypen zusammengefasst | Unter der Blatt-Nr. 161 wurden Wagen verschiedener Basistypen zusammengefasst | Unter der Blatt-Nr. 161 wurden Wagen verschiedener Basistypen zusammengefasst | Unter der Blatt-Nr. 161 wurden Wagen verschiedener Basistypen zusammengefasst | Unter der Blatt-Nr. 161 wurden Wagen verschiedener Basistypen zusammengefasst | Unter der Blatt-Nr. 161 wurden Wagen verschiedener Basistypen zusammengefasst | Unter der Blatt-Nr. 161 wurden Wagen verschiedener Basistypen zusammengefasst | Unter der Blatt-Nr. 161 wurden Wagen verschiedener Basistypen zusammengefasst | Unter der Blatt-Nr. 161 wurden Wagen verschiedener Basistypen zusammengefasst | Unter der Blatt-Nr. 161 wurden Wagen verschiedener Basistypen zusammengefasst | Unter der Blatt-Nr. 161 wurden Wagen verschiedener Basistypen zusammengefasst | Unter der Blatt-Nr. 161 wurden Wagen verschiedener Basistypen zusammengefasst | Unter der Blatt-Nr. 161 wurden Wagen verschiedener Basistypen zusammengefasst | Unter der Blatt-Nr. 161 wurden Wagen verschiedener Basistypen zusammengefasst | Unter der Blatt-Nr. 161 wurden Wagen verschiedener Basistypen zusammengefasst                                              |
| ----------------------------------------------------------------------------- | ----------------------------------------------------------------------------- | ----------------------------------------------------------------------------- | ----------------------------------------------------------------------------- | ----------------------------------------------------------------------------- | ----------------------------------------------------------------------------- | ----------------------------------------------------------------------------- | ----------------------------------------------------------------------------- | ----------------------------------------------------------------------------- | ----------------------------------------------------------------------------- | ----------------------------------------------------------------------------- | ----------------------------------------------------------------------------- | ----------------------------------------------------------------------------- | ----------------------------------------------------------------------------- | ----------------------------------------------------------------------------- | ----------------------------------------------------------------------------- | ----------------------------------------------------------------------------- | ----------------------------------------------------------------------------- | --- |
| 161I                                                                          | S                                                                             | Xwu                                                                           |                                                                               | 1848-1866                                                                     |                                                                               | 36                                                                            | 1010-1460 1962-1980 5685-5745                                                 | Lu 82001-Lu 82 025 Lu 82 033-Lu 82 040 Lu 82 057-Lu 82 060                    |                                                                               | 4.940                                                                         | 1.569                                                                         | 2                                                                             | 1.860                                                                         | 5,0                                                                           | 7,3                                                                           | 2,9                                                                           | Fbr.                                                                          | Seitenwände zum Umklappen; eine Stirnwand abbordbar                                                                        |
| 161II                                                                         | S                                                                             | Xwu                                                                           |                                                                               | 1848-1866                                                                     |                                                                               | 20                                                                            | 1010-1460 1962-1980 5685-5745                                                 | Lu 82001-Lu 82 025 Lu 82 033-Lu 82 040 Lu 82 057-Lu 82 060                    |                                                                               | 5.180                                                                         | 1.700                                                                         | 2                                                                             | 2.100                                                                         | 5,0                                                                           | 8,0                                                                           | 3,6                                                                           | Fbr.                                                                          | Seitenwände zum Umklappen; eine Stirnwand abbordbar                                                                        |
| 162                                                                           | S                                                                             | X                                                                             |                                                                               | 1848-1869                                                                     |                                                                               | 157                                                                           | 1017-1444 1801-1949 5667-5779                                                 | Lu 82061-Lu 82 111 Lu 82 113-Lu 82 236 Lu 82 239-Lu 82 259                    |                                                                               | 4.540                                                                         | 1.530                                                                         | 2                                                                             | 1.790                                                                         | 5,0                                                                           | 7,3                                                                           | 2,9                                                                           | ohne                                                                          | Seitenwände zum Umklappen; Stirnwände abbordbar; in der korrigierten Bestandsliste von 1916 waren noch 120 Wagen vorhanden |

### Übersicht der Privatwagen
| | Gattungs- zeichen | Gattungs- zeichen | Gattungs- zeichen | Herstelldaten | Herstelldaten | Herstelldaten | Einsteller | Wagennummern je Epoche | Wagennummern je Epoche | Wagennummern je Epoche | Abmessungen | Abmessungen | Abmessungen | Abmessungen | Abmessungen | Lademaße | Lademaße | Lademaße | | |
| Blatt-Nr. (WV 1897) | ab 1895 | V D E V | DRG | Bau- jahre | Her- steller | Anz. | | ab 1895 | ab 1909 | DRG | LüP [mm] | Höhe über SOK [mm] | Anz. Ach- sen | Le- nk- ach- sen | Achs- stand [mm] | Gew. [kg] | Fläche [m²] | Vol. [m³] | Brem- sen- arten | Bemerkungen |
| Kesselwagen (Privateigene), unter den jeweiligen Blatt-Nr. mit unterschiedlichen Abmessungen gebremst und ungebremst (Details auf ges. Wagenseiten) | Kesselwagen (Privateigene), unter den jeweiligen Blatt-Nr. mit unterschiedlichen Abmessungen gebremst und ungebremst (Details auf ges. Wagenseiten) | Kesselwagen (Privateigene), unter den jeweiligen Blatt-Nr. mit unterschiedlichen Abmessungen gebremst und ungebremst (Details auf ges. Wagenseiten) | Kesselwagen (Privateigene), unter den jeweiligen Blatt-Nr. mit unterschiedlichen Abmessungen gebremst und ungebremst (Details auf ges. Wagenseiten) | Kesselwagen (Privateigene), unter den jeweiligen Blatt-Nr. mit unterschiedlichen Abmessungen gebremst und ungebremst (Details auf ges. Wagenseiten) | Kesselwagen (Privateigene), unter den jeweiligen Blatt-Nr. mit unterschiedlichen Abmessungen gebremst und ungebremst (Details auf ges. Wagenseiten) | Kesselwagen (Privateigene), unter den jeweiligen Blatt-Nr. mit unterschiedlichen Abmessungen gebremst und ungebremst (Details auf ges. Wagenseiten) | Kesselwagen (Privateigene), unter den jeweiligen Blatt-Nr. mit unterschiedlichen Abmessungen gebremst und ungebremst (Details auf ges. Wagenseiten) | Kesselwagen (Privateigene), unter den jeweiligen Blatt-Nr. mit unterschiedlichen Abmessungen gebremst und ungebremst (Details auf ges. Wagenseiten) | Kesselwagen (Privateigene), unter den jeweiligen Blatt-Nr. mit unterschiedlichen Abmessungen gebremst und ungebremst (Details auf ges. Wagenseiten) | Kesselwagen (Privateigene), unter den jeweiligen Blatt-Nr. mit unterschiedlichen Abmessungen gebremst und ungebremst (Details auf ges. Wagenseiten) | Kesselwagen (Privateigene), unter den jeweiligen Blatt-Nr. mit unterschiedlichen Abmessungen gebremst und ungebremst (Details auf ges. Wagenseiten) | Kesselwagen (Privateigene), unter den jeweiligen Blatt-Nr. mit unterschiedlichen Abmessungen gebremst und ungebremst (Details auf ges. Wagenseiten) | Kesselwagen (Privateigene), unter den jeweiligen Blatt-Nr. mit unterschiedlichen Abmessungen gebremst und ungebremst (Details auf ges. Wagenseiten) | Kesselwagen (Privateigene), unter den jeweiligen Blatt-Nr. mit unterschiedlichen Abmessungen gebremst und ungebremst (Details auf ges. Wagenseiten) | Kesselwagen (Privateigene), unter den jeweiligen Blatt-Nr. mit unterschiedlichen Abmessungen gebremst und ungebremst (Details auf ges. Wagenseiten) | Kesselwagen (Privateigene), unter den jeweiligen Blatt-Nr. mit unterschiedlichen Abmessungen gebremst und ungebremst (Details auf ges. Wagenseiten) | Kesselwagen (Privateigene), unter den jeweiligen Blatt-Nr. mit unterschiedlichen Abmessungen gebremst und ungebremst (Details auf ges. Wagenseiten) | Kesselwagen (Privateigene), unter den jeweiligen Blatt-Nr. mit unterschiedlichen Abmessungen gebremst und ungebremst (Details auf ges. Wagenseiten) | Kesselwagen (Privateigene), unter den jeweiligen Blatt-Nr. mit unterschiedlichen Abmessungen gebremst und ungebremst (Details auf ges. Wagenseiten) | Kesselwagen (Privateigene), unter den jeweiligen Blatt-Nr. mit unterschiedlichen Abmessungen gebremst und ungebremst (Details auf ges. Wagenseiten) |
| --- | --- | --- | --- | --- | --- | --- | --- | --- | --- | --- | --- | --- | --- | --- | --- | --- | --- | --- | --- | --- |
| 169 | | [P] | [P] | 1889-1906 | | 55 | siehe Wagendetails | | Lu 502 002-Lu 502 064 | | 6.800 – 8.530 | | 2 | | 3.100 – 4.000 | 10,0 – 15,0 | | | ohne / Hbr | für unterschiedliche Ladegüter wie Säure, Schlamm und Schwefelsäure                                                                                 |
| 170 | | [P] | [P] | 1884–1912 | | 52 | siehe Wagendetails | | Lu 502 071-Lu 502 139 | | 6.800 – 8.950 | | 2 | | 3.000 – 4.000 | 10,0 – 17,7 | | | ohne / Hbr | für unterschiedliche Ladegüter wie Salzsäure, Melasse, Schwefelsäure, Spiritus und Petroleum                                                        |
| 171I | | [P] | [P] | 1890–1912 | | 42 | siehe Wagendetails | | Lu 502 140-Lu 502 217 | | 6.100 – 9.130 | | 2 | | 2.700 – 4.100 | 10,0 – 15,0 | | | ohne / Hbr | diverse Ladegüter wie Petroleum, Benzin, Spiritus, Teer und Säure                                                                                   |
| 171II | | [P] | [P] | 1900–1902 | | 3 | siehe Wagendetails | | Lu 502 166 Lu 502 169-Lu 502 170 | | 7.400 – 8.430 | | 2 | | 3.400 – 4.000 | 10,0 – 15,0 | | | Hbr | aus Nachtrag von 1916 (Anlage C1); Ladegut Schwefelsäure                                                                                            |
| 172 | | [P] | [P] | 1892–1913 | | 52 | siehe Wagendetails | | Lu 502 220-Lu 502 284 | | 7.200 – 9.500 | | 2 | | 3.200 – 4.500 | 10,0 – 15,0 | | | ohne / Hbr | Ladegüter sind Schwefelsäure, Natronlauge, Petroleum und Benzin                                                                                     |
| Topfwagen (Privateigene), unter Blatt-Nr. 176 mehrere Typen zusammengefasst (Details auf ges. Wagenseiten) | | | | | | | | | | | | | | | | | | | | |
| 176 | | [P] | [P] | 1888–1912 | | 25 | siehe Wagendetails | | Lu 502 000-Lu 502254 | | 9.000 / 9.470 | | 2 | | 4.000 / 4.500 | 10,0 / 15,0 | | 10,0 / 12,0 | Hbr | Mit Handbremse und Bremserhaus; diverse Ladegüter                                                                                                   |
| Bierwagen (Bahneigene), mehrere Typen auf Basis von gedeckten Standardwagen zusammengefasst (Details auf ges. Wagenseite) | | | | | | | | | | | | | | | | | | | | |
| 178 | | K | Gk | 1883–1889 | | 8 | siehe Wagendetails | | Lu 600 001-Lu 600 008 | | 8.800 / 9.000 | | 2 | | 4.000 | 10,0 | 16,8 – 17,1 | 33,4 – 34,2 | ohne / Hbr | die Wagen entstanden auf Basis der Typen 093, 094 und 095                                                                                           |
| Gk Gk 1884 1 5474 600001 9.000 2 4.000 10,0 16,8 33,6 Hbr Typ094 Bierbrauerei Jänisch AG, Kaiserslautern (ursprünglich Brauerei z. Stern vorm. Gebr. Orth) Gk Gk 1884 1 ???? 600002 8.800 2 4.000 10,0 17,1 34,2 ohne Typ093 Bayer.Brauerei Gesellschaft Kaiserslautern Gk Gk 1884 1 ???? 600003 8.800 2 4.000 10,0 17,1 34,2 ohne Typ093 Bayer.Brauerei Gesellschaft Kaiserslautern Gk Gk 1883 1 ???? 600004 8.800 2 4.000 10,0 17,1 34,2 ohne Typ093 Brauerei z.Storchen AG Speyer Gk Gk 1883 1 ???? 600005 8.800 2 4.000 10,0 17,1 34,2 ohne Typ093 Brauerei z.Storchen AG Speyer Gk Gk 1883 1 ???? 600006 8.800 2 4.000 10,0 17,1 34,2 ohne Typ032 Brauerei z.Storchen AG Speyer Gk Gk 1889 1 8599 600007 9.000 2 4.000 10,0 16,7 33,4 Hbr Typ095 Brauerei z.Storchen AG Speyer Gk Gk 1889 1 8600 600008 9.000 2 4.000 10,0 16,7 33,4 Hbr Typ095 Brauerei z.Storchen AG Speyer | | | | | | | | | | | | | | | | | | | | |
| Bierwagen (Privateigene, diverse Typen auf Basis von Standardwagen der Wagonbauindustrie zusammengefasst) | | | | | | | | | | | | | | | | | | | | |
| 179 | | [P] | [P] | 1872–1905 | | 78 | siehe Wagendetails | | Lu 600 100-Lu 600 240 | | 8.800 / 9.000 | | 2 | | 4.000 | 10,0 | 16,8 – 17,1 | 33,4 – 34,2 | ohne / Hbr | die Wagen entstanden auf Basis diverser Industrietypen                                                                                              |
| Knochentransportwagen (Privateigen) | | | | | | | | | | | | | | | | | | | | |
| 183 | | [P] | [P] | 1911/12 | | 2 | Fa. Scheidemantel, Berlin | | Lu 601 000-Lu 601 001 | | 8.800 | | 2 | | 4.000 | 15,0 | | | Hbr | Mit Handbremse und Bremserhaus; Vereinslenkachsen; Ladegut sind Knochenabfälle für die Industrie                                                    |

### Übersicht der Bahndienstwagen
| | Gattungszeichen                                                                   | Gattungszeichen                                                                   | Gattungszeichen                                                                   | Herstelldaten                                                                     | Herstelldaten                                                                     | Herstelldaten                                                                     | Wagennummern je Epoche                                                            | Wagennummern je Epoche                                                            | Wagennummern je Epoche                                                            | Abmessungen                                                                       | Abmessungen                                                                       | Abmessungen                                                                       | Abmessungen                                                                       | Lademaße                                                                          | Lademaße                                                                          | Lademaße                                                                          |                                                                                   | |
| Blatt-Nr. | ab 1895                                                                           | ab 1909                                                                           | DRG                                                                               | Bau- jahre                                                                        | Her- steller                                                                      | Anz.                                                                              | ab 1875                                                                           | ab 1909                                                                           | DRG                                                                               | LüP [mm]                                                                          | Höhe über SOK [mm]                                                                | Anz. Ach- sen                                                                     | Achs- stand [mm]                                                                  | Gewicht [kg]                                                                      | Fläche [m²]                                                                       | Vol. [m³]                                                                         | Brem- sen- arten                                                                  | Bemerkungen |
| Hilfsgerätewagen, unter Blatt-Nr. 186 unterschiedliche Wagentypen zusammengefasst                               | Hilfsgerätewagen, unter Blatt-Nr. 186 unterschiedliche Wagentypen zusammengefasst | Hilfsgerätewagen, unter Blatt-Nr. 186 unterschiedliche Wagentypen zusammengefasst | Hilfsgerätewagen, unter Blatt-Nr. 186 unterschiedliche Wagentypen zusammengefasst | Hilfsgerätewagen, unter Blatt-Nr. 186 unterschiedliche Wagentypen zusammengefasst | Hilfsgerätewagen, unter Blatt-Nr. 186 unterschiedliche Wagentypen zusammengefasst | Hilfsgerätewagen, unter Blatt-Nr. 186 unterschiedliche Wagentypen zusammengefasst | Hilfsgerätewagen, unter Blatt-Nr. 186 unterschiedliche Wagentypen zusammengefasst | Hilfsgerätewagen, unter Blatt-Nr. 186 unterschiedliche Wagentypen zusammengefasst | Hilfsgerätewagen, unter Blatt-Nr. 186 unterschiedliche Wagentypen zusammengefasst | Hilfsgerätewagen, unter Blatt-Nr. 186 unterschiedliche Wagentypen zusammengefasst | Hilfsgerätewagen, unter Blatt-Nr. 186 unterschiedliche Wagentypen zusammengefasst | Hilfsgerätewagen, unter Blatt-Nr. 186 unterschiedliche Wagentypen zusammengefasst | Hilfsgerätewagen, unter Blatt-Nr. 186 unterschiedliche Wagentypen zusammengefasst | Hilfsgerätewagen, unter Blatt-Nr. 186 unterschiedliche Wagentypen zusammengefasst | Hilfsgerätewagen, unter Blatt-Nr. 186 unterschiedliche Wagentypen zusammengefasst | Hilfsgerätewagen, unter Blatt-Nr. 186 unterschiedliche Wagentypen zusammengefasst | Hilfsgerätewagen, unter Blatt-Nr. 186 unterschiedliche Wagentypen zusammengefasst | Hilfsgerätewagen, unter Blatt-Nr. 186 unterschiedliche Wagentypen zusammengefasst                                               |
| --- | --------------------------------------------------------------------------------- | --------------------------------------------------------------------------------- | --------------------------------------------------------------------------------- | --------------------------------------------------------------------------------- | --------------------------------------------------------------------------------- | --------------------------------------------------------------------------------- | --------------------------------------------------------------------------------- | --------------------------------------------------------------------------------- | --------------------------------------------------------------------------------- | --------------------------------------------------------------------------------- | --------------------------------------------------------------------------------- | --------------------------------------------------------------------------------- | --------------------------------------------------------------------------------- | --------------------------------------------------------------------------------- | --------------------------------------------------------------------------------- | --------------------------------------------------------------------------------- | --------------------------------------------------------------------------------- | --- |
| 186 |                                                                                   |                                                                                   |                                                                                   | 1872-1902                                                                         |                                                                                   | 7                                                                                 | 551 3022, 3080 5278, 5991 8669, 10240                                             | Lu 700 001-Lu 700 007                                                             |                                                                                   |                                                                                   |                                                                                   | 2 / 3                                                                             |                                                                                   | 10,0 / 15,0                                                                       |                                                                                   |                                                                                   |                                                                                   | gebremst und ungebremst; mit Handbremse und Bremsen Bauart Schleiffer                                                           |
| Heizwagen |                                                                                   |                                                                                   |                                                                                   |                                                                                   |                                                                                   |                                                                                   |                                                                                   |                                                                                   |                                                                                   |                                                                                   |                                                                                   |                                                                                   |                                                                                   |                                                                                   |                                                                                   |                                                                                   |                                                                                   | |
| 187 |                                                                                   |                                                                                   |                                                                                   | 1868                                                                              |                                                                                   | 3                                                                                 | 17575, 17582, 17584                                                               | Lu 700 022-Lu 700 024                                                             |                                                                                   | 8.444                                                                             | 3.800                                                                             | 2                                                                                 | 3.650                                                                             | 10,0                                                                              |                                                                                   | 2,5                                                                               | Hbr.                                                                              | die Wagen waren in Zweibrücken, Homburg und Kaiserslautern stationiert                                                          |
| Tunnelgerüstwagen, unter Blatt-Nr. 188 diverse Wagentypen zusammengefasst(auf Basis älterer offener Güterwagen) |                                                                                   |                                                                                   |                                                                                   |                                                                                   |                                                                                   |                                                                                   |                                                                                   |                                                                                   |                                                                                   |                                                                                   |                                                                                   |                                                                                   |                                                                                   |                                                                                   |                                                                                   |                                                                                   |                                                                                   | |
| 188I |                                                                                   |                                                                                   |                                                                                   | 1852                                                                              |                                                                                   | 2                                                                                 | 1015, 1083                                                                        | Lu 700 040-Lu 700 041                                                             |                                                                                   | 4.400                                                                             | 1.580                                                                             | 2                                                                                 | 1.600                                                                             | 5,0                                                                               | 5,6                                                                               |                                                                                   | ohne                                                                              | mit hölzernem Untergestell und Aufbau,<a                                                                                        |
| 188II |                                                                                   |                                                                                   |                                                                                   | 1852                                                                              |                                                                                   | 5                                                                                 | 1164, 1177 1266, 1329 5675                                                        | Lu 700 042-Lu 700 046                                                             |                                                                                   | 4.430                                                                             | 1.580                                                                             | 2                                                                                 | 1.600                                                                             | 5,0                                                                               | 5,6                                                                               | 2,3                                                                               | Fbr                                                                               | mit hölzernem Untergestell und Aufbau; Freisitzbremse quer zur Fahrtrichtung                                                    |
| Kranbelastungswagen                                                                                             |                                                                                   |                                                                                   |                                                                                   |                                                                                   |                                                                                   |                                                                                   |                                                                                   |                                                                                   |                                                                                   |                                                                                   |                                                                                   |                                                                                   |                                                                                   |                                                                                   |                                                                                   |                                                                                   |                                                                                   | |
| 190 |                                                                                   |                                                                                   |                                                                                   | 1852/1859                                                                         |                                                                                   | 2                                                                                 | 5602, 5744                                                                        | Lu 700 060-Lu 700 061                                                             |                                                                                   |                                                                                   |                                                                                   | 2                                                                                 |                                                                                   | 4,5 / 10,0                                                                        |                                                                                   |                                                                                   | ohne / Hbr.                                                                       | Kranbelastungswagen in zwei Ausführungen                                                                                        |
| Kranwagen |                                                                                   |                                                                                   |                                                                                   |                                                                                   |                                                                                   |                                                                                   |                                                                                   |                                                                                   |                                                                                   |                                                                                   |                                                                                   |                                                                                   |                                                                                   |                                                                                   |                                                                                   |                                                                                   |                                                                                   | |
| 191 |                                                                                   |                                                                                   |                                                                                   | 1888/1900                                                                         |                                                                                   | 17                                                                                | 4994, 4995 5491-5494 8495-8499 8526-8531                                          | Lu 700 101-Lu 700 117                                                             |                                                                                   | 5.470                                                                             | 3.720                                                                             | 2                                                                                 | 2.200                                                                             |                                                                                   |                                                                                   |                                                                                   | ohne                                                                              | Gegengewicht zum Lastausgleich verschiebbar                                                                                     |
| Lokomotivtransportwagen                                                                                         |                                                                                   |                                                                                   |                                                                                   |                                                                                   |                                                                                   |                                                                                   |                                                                                   |                                                                                   |                                                                                   |                                                                                   |                                                                                   |                                                                                   |                                                                                   |                                                                                   |                                                                                   |                                                                                   |                                                                                   | |
| 192 |                                                                                   |                                                                                   |                                                                                   | 1891/1903                                                                         |                                                                                   | 2                                                                                 | 3800, 8500                                                                        | Lu 700 201-Lu 700 202                                                             |                                                                                   | 6.620                                                                             |                                                                                   | 3                                                                                 | 2.250 4.300                                                                       | 20,0                                                                              |                                                                                   |                                                                                   | ohne                                                                              | Stützen unter den Pufferbohlen; Gleise für 1.000 mm und 750 mm; Stirnbalken zum Umklappen eingerichtet                          |
| Transportwagen für schmalspurige Fahrzeuge                                                                      |                                                                                   |                                                                                   |                                                                                   |                                                                                   |                                                                                   |                                                                                   |                                                                                   |                                                                                   |                                                                                   |                                                                                   |                                                                                   |                                                                                   |                                                                                   |                                                                                   |                                                                                   |                                                                                   |                                                                                   | |
| 191 |                                                                                   |                                                                                   |                                                                                   | 1861/1972                                                                         |                                                                                   | 2                                                                                 |                                                                                   | Lu 700 211-Lu 700 212                                                             |                                                                                   | 8.900 / 9,200                                                                     | 1.080                                                                             | 2                                                                                 | 4.700                                                                             | 7,0                                                                               |                                                                                   |                                                                                   | ohne                                                                              | der Wagen Typ I wurde 1912 umgebaut                                                                                             |
| Eichungs- und Eichungsbeiwagen                                                                                  |                                                                                   |                                                                                   |                                                                                   |                                                                                   |                                                                                   |                                                                                   |                                                                                   |                                                                                   |                                                                                   |                                                                                   |                                                                                   |                                                                                   |                                                                                   |                                                                                   |                                                                                   |                                                                                   |                                                                                   | |
| 194 |                                                                                   |                                                                                   |                                                                                   | 1891/1897                                                                         |                                                                                   | 2                                                                                 | W.L. / W.K.                                                                       | Lu 700 301-Lu 700 302                                                             |                                                                                   | 6.450 / 4.760                                                                     | 2.700 / 2.800                                                                     | 3                                                                                 | 5.400 /                                                                           |                                                                                   |                                                                                   |                                                                                   | Pl                                                                                | zwei Ausführungen von Wagentypen; den Werkstätten Ludwigshafen und Kaiserslautern zugeordnet                                    |
| 195 |                                                                                   |                                                                                   |                                                                                   | 1873                                                                              |                                                                                   | 1                                                                                 | 1001                                                                              | Lu 700 311                                                                        |                                                                                   | 7.850                                                                             | 1.650                                                                             | 2                                                                                 | 3.500                                                                             | 10,0                                                                              |                                                                                   |                                                                                   | ohne                                                                              | Der Beiwagen wird zusammen mit dem Wagen Lu 700 302 eingesetzt; es werden zwei Schiebegewichtswagen mit je 5.000 kg mitgeführt; |
| Gaswagen |                                                                                   |                                                                                   |                                                                                   |                                                                                   |                                                                                   |                                                                                   |                                                                                   |                                                                                   |                                                                                   |                                                                                   |                                                                                   |                                                                                   |                                                                                   |                                                                                   |                                                                                   |                                                                                   |                                                                                   | |
| 196 |                                                                                   |                                                                                   |                                                                                   | 1889-1896                                                                         |                                                                                   | 7                                                                                 | 5000 6000-6005                                                                    | Lu 700 401-Lu 700 407                                                             |                                                                                   | 8.100                                                                             | 4.010                                                                             | 2                                                                                 | 3.800                                                                             |                                                                                   |                                                                                   | 18,0                                                                              | Pl                                                                                | drei Gastanks mit einem Gehäuse umbaut zum Sonnenschutz                                                                         |
| 197 |                                                                                   |                                                                                   |                                                                                   | 1899-1907                                                                         |                                                                                   | 3                                                                                 | 4999 11998, 11999                                                                 | Lu 700 408-Lu 700 410                                                             |                                                                                   | 11.100                                                                            | 3.810                                                                             | 2                                                                                 | 5.000                                                                             |                                                                                   |                                                                                   | 30,0                                                                              | Pl                                                                                | drei Gastanks mit je 10 m³; Lenkachsen des Typs A4                                                                              |
| 198 |                                                                                   |                                                                                   |                                                                                   | 1871                                                                              |                                                                                   | 1                                                                                 | 12000                                                                             | Lu 700 411                                                                        |                                                                                   | 9.100                                                                             | 2.450                                                                             | 2                                                                                 | 4.700                                                                             |                                                                                   |                                                                                   | 14,0                                                                              | Pl, Sbr                                                                           | zwei Gastanks mit je 7 cnm; Druckluftbremse der Bauart Schleiffer                                                               |

## Liste der Güterwagen, Schmalspur

### Übersicht über die pfälzischen offenen Güterwagen, Schmalspur
Für die insgesamt vier pfälzischen Schmalspurbahnen wurden von der Gattung der offenen Güterwagen nur ein Typ gefertigt.
| 242 |  |  | OwL | OwL Mainz | 1896 – 1911 |  | 87 | 6200 | 2100 | 2 | 2700 | 4.800 | 11,99 | 9,59 | Hbr. |  |

### Übersicht über die pfälzischen Langholzwagen, Schmalspur
Für die insgesamt vier pfälzischen Schmalspurbahnen wurden von der Gattung der Langholzwagen nur ein Typ gefertigt.
|                              | Gattungszeichen              | Gattungszeichen              | Gattungszeichen              | Herstelldaten                | Herstelldaten                | Herstelldaten                | Wagennummern je Epoche       | Wagennummern je Epoche       | Wagennummern je Epoche       | Abmessungen                  | Abmessungen                  | Abmessungen                  | Abmessungen                  | Lademaße                     | Lademaße                     | Lademaße                     |                              |                              |
| Blatt Nr.                    | bis 1895                     | bis 1909                     | DRG                          | Baujahr                      | Her- steller                 | Anz.                         | ab 1875                      | ab 1909                      | DRG                          | LüP [m]                      | Höhe über SOK [m]            | Anz. Ach- sen                | Achs- stand [m]              | Gewicht [kg]                 | Fläche [m²]                  | Vol. [m³]                    | Brem- sen- arten             | Bemerkungen                  |
| Beschaffungszeitraum ab 1886 | Beschaffungszeitraum ab 1886 | Beschaffungszeitraum ab 1886 | Beschaffungszeitraum ab 1886 | Beschaffungszeitraum ab 1886 | Beschaffungszeitraum ab 1886 | Beschaffungszeitraum ab 1886 | Beschaffungszeitraum ab 1886 | Beschaffungszeitraum ab 1886 | Beschaffungszeitraum ab 1886 | Beschaffungszeitraum ab 1886 | Beschaffungszeitraum ab 1886 | Beschaffungszeitraum ab 1886 | Beschaffungszeitraum ab 1886 | Beschaffungszeitraum ab 1886 | Beschaffungszeitraum ab 1886 | Beschaffungszeitraum ab 1886 | Beschaffungszeitraum ab 1886 | Beschaffungszeitraum ab 1886 |
| ---------------------------- | ---------------------------- | ---------------------------- | ---------------------------- | ---------------------------- | ---------------------------- | ---------------------------- | ---------------------------- | ---------------------------- | ---------------------------- | ---------------------------- | ---------------------------- | ---------------------------- | ---------------------------- | ---------------------------- | ---------------------------- | ---------------------------- | ---------------------------- | ---------------------------- |
| 244                          |                              | HwL                          | HwL                          | 1905                         |                              | 2                            | 9482-9483                    | Lu 9482-9483                 | Mz 9482-9483                 | 4.800                        | 2.080                        | 2                            | 1.300                        | 7.500                        | 9,2                          | 6,9                          | Körting                      |                              |
| 244                          | 1889                         | HwL                          | HwL                          |                              | 2                            | 9501-9502                    | Lu 9501-9502                 | Mz 9501-9502                 |                              | 4.800                        | 2.080                        | 2                            | 1.300                        | 7.500                        | 9,2                          | 6,9                          | Körting                      |                              |
| 244                          | 1889                         | HwL                          | HwL                          |                              | 2                            | 9503-9504                    | Lu 9503-9504                 | Mz 9503-9504                 |                              | 4.800                        | 2.080                        | 2                            | 1.300                        | 7.500                        | 9,2                          | 6,9                          | Körting                      |                              |

### Übersicht über die pfälzischen gedeckten Güterwagen, Schmalspur
Für die insgesamt vier pfälzischen Schmalspurbahnen wurden von der Gattung der gedeckten Güterwagen insgesamt drei Typen gefertigt.
|                                           | Gattungszeichen                           | Gattungszeichen                           | Herstelldaten                             | Herstelldaten                             | Herstelldaten                             | Wagennummern je Epoche                    | Wagennummern je Epoche                    | Wagennummern je Epoche                    | Abmessungen                               | Abmessungen                               | Abmessungen                               | Abmessungen                               | Lademaße                                  | Lademaße                                  | Lademaße                                  |                                           |                                           |                                           |
| Blatt Nummer                              | bis 1909                                  | DRG                                       | Baujahr                                   | Her- steller                              | Anz.                                      | ab 1875 Pfalz.B.                          | ab 1909 Lu                                | DRG Mainz                                 | LüP [m]                                   | Höhe über SOK [m]                         | Anz. Ach- sen                             | Achs- stand [m]                           | Gewicht [kg]                              | Fläche [m²]                               | Vol. [m³]                                 | Brem- sen- arten                          | Bemerkungen                               |                                           |
| die pfälzischen gedeckten Schmalspurwagen | die pfälzischen gedeckten Schmalspurwagen | die pfälzischen gedeckten Schmalspurwagen | die pfälzischen gedeckten Schmalspurwagen | die pfälzischen gedeckten Schmalspurwagen | die pfälzischen gedeckten Schmalspurwagen | die pfälzischen gedeckten Schmalspurwagen | die pfälzischen gedeckten Schmalspurwagen | die pfälzischen gedeckten Schmalspurwagen | die pfälzischen gedeckten Schmalspurwagen | die pfälzischen gedeckten Schmalspurwagen | die pfälzischen gedeckten Schmalspurwagen | die pfälzischen gedeckten Schmalspurwagen | die pfälzischen gedeckten Schmalspurwagen | die pfälzischen gedeckten Schmalspurwagen | die pfälzischen gedeckten Schmalspurwagen | die pfälzischen gedeckten Schmalspurwagen | die pfälzischen gedeckten Schmalspurwagen | die pfälzischen gedeckten Schmalspurwagen |
| ----------------------------------------- | ----------------------------------------- | ----------------------------------------- | ----------------------------------------- | ----------------------------------------- | ----------------------------------------- | ----------------------------------------- | ----------------------------------------- | ----------------------------------------- | ----------------------------------------- | ----------------------------------------- | ----------------------------------------- | ----------------------------------------- | ----------------------------------------- | ----------------------------------------- | ----------------------------------------- | ----------------------------------------- | ----------------------------------------- | ----------------------------------------- |
| 238                                       | Gwl                                       | Gwl                                       | 1903                                      |                                           | 2                                         | 4 289, 4 290                              | 4 289, 4 290                              |                                           | 6,650                                     | 3,180                                     | 2                                         | 2,700                                     |                                           |                                           |                                           |                                           | für die Lokalbahn Alsenz-Obermoschel      |                                           |
| 238                                       | Gwl                                       | Gwl                                       |                                           |                                           | 3                                         | 9 401 – 9 403                             | 9 401 – 9 403                             | 9 401 – 9 403                             | 6,650                                     | 3,180                                     | 2                                         | 2,700                                     |                                           |                                           |                                           |                                           | für die Lokalbahn Alsenz-Obermoschel      |                                           |
| 238                                       | Gwl                                       | Gwl                                       | 1895                                      |                                           | 6                                         | 9 405 – 9 410                             | 9 405 – 9 410                             | 9 405 – 9 410                             | 6,650                                     | 3,180                                     | 2                                         | 2,700                                     |                                           |                                           |                                           |                                           | für die Lokalbahn Alsenz-Obermoschel      |                                           |
| 238                                       | Gwl                                       | Gwl                                       | 1905                                      |                                           | 5                                         | 9 411 – 9 415                             | 9 411 – 9 415                             | 9 411 – 9 415                             | 6,650                                     | 3,180                                     | 2                                         | 2,700                                     |                                           |                                           |                                           |                                           | für die Lokalbahn Alsenz-Obermoschel      |                                           |
| 238                                       | Gwl                                       | Gwl                                       | 1907                                      |                                           | 6                                         | 9 421 – 9 426                             | 9 421 – 9 426                             | 9 421 – 9 426                             | 6,650                                     | 3,180                                     | 2                                         | 2,700                                     |                                           |                                           |                                           |                                           | für die Lokalbahn Alsenz-Obermoschel      |                                           |
| 239                                       | Gwl                                       | Gwl                                       |                                           |                                           | 12                                        |                                           | 9 427, 9 221 – 9 230, 9 239               | 9 427, 9 221 – 9 230, 9 239               |                                           |                                           | 2                                         | 2.700                                     |                                           |                                           |                                           |                                           |                                           |                                           |
| 240                                       | Gwl                                       | Gwl                                       |                                           |                                           | 6                                         |                                           | 9 404, 9 416 – 9 420                      | 9 404, 9 416 – 9 420                      |                                           |                                           | 2                                         | 2.700                                     |                                           |                                           |                                           |                                           |                                           |                                           |

## Herstellernachweis
1. 1 2  Waggonfabrik Ludwigshafen a.Rhein
2. ↑  Waggonfabrik Schmieder & Mayer in Karlsruhe